# Аратинга золотолобий
Аратинга золотолобий (Aratinga auricapillus) — вид папугоподібних птахів родини папугових (Psittacidae). Ендемік Бразилії.

## Поширення
Вид поширений на південному сході Бразилії. Трапляється в районі Реконкаво в Баїї, на південь до Мінас-Жерайса, Еспіріту-Санту, Ріо-де-Жанейро, Сан-Паулу, Гояса і Парани.
Мешкає на межі вологих атлантичних лісів та внутрішніх перехідних лісів. Хоча він поширеніший у напівлистяних лісах, він також шукає їжу та розмножується на узліссях, прилеглих вторинних заростях, у сільськогосподарських районах і навіть у містах. Як і інші аратинги, він, здається, добре пристосовується до мозаїки фрагментів лісу, пасовищ і сільського господарства, а в Гоясі та Мінас-Жерайсі він також використовує ділянки серрадо.

## Підвиди
- A. a. auricapillus (Kuhl, 1820) — східно-центральна Бразилія;
- A. a. aurifrons Spix, 1824 — південний схід Бразилії.

## Опис
Птах завдовжки близько 30 см і важать 140—150 г. Оперення зелене з чорним дзьобом, білими краями очей, помаранчево-червоним черевом і червоною головою, яка поступово жовтіє.

## Спосіб життя
Трапляється зграями по 12-20, іноді навіть до 40 птахів. Період розмноження триває з листопада по грудень. Самиця відкладає 3-5 еліптичних яєць. Інкубація в неволі триває приблизно 25 днів, а молодняк повністю покривається через 7–8 тижнів після вилуплення. Харчується насінням і фруктами, включно з кукурудзою, гарбузом і солодкими м'якими фруктами.